# Bassine à confiture
Pour les articles homonymes, voir Confiturier.
Une bassine à confiture est un ustensile de cuisine, une marmite servant à la cuisson des confitures. Elle est souvent faite de cuivre pour assurer une meilleure répartition de la chaleur et une meilleure gélification (par réaction avec les ions cuivre), et de forme légèrement évasée pour faciliter l'évaporation de l'eau contenue dans les fruits.

## Galerie

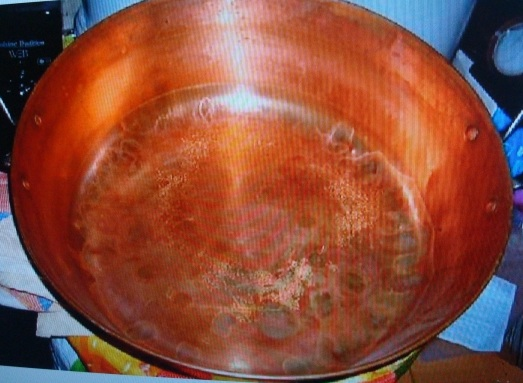
Bassine en cuivre.
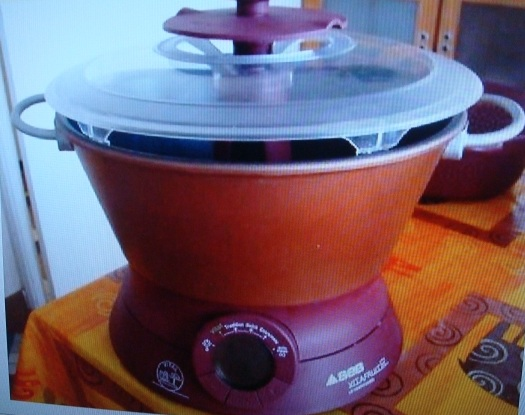
Confiturier électrique SEB.